# Pedaria catherinae
Pedaria catherinae är en skalbaggsart som beskrevs av Josso och Prévost 2009. Pedaria catherinae ingår i släktet Pedaria och familjen bladhorningar. Inga underarter finns listade i Catalogue of Life.